# Halenia parallela
Halenia parallela är en gentianaväxtart som beskrevs av Allen. Halenia parallela ingår i släktet Halenia och familjen gentianaväxter. Inga underarter finns listade i Catalogue of Life.